# 판차가르구

방글라데시 판차가르구

판차가르구(벵골어: পঞ্চগড় জেলা)는 방글라데시 북부 랑푸르주에 위치한 구역이다. 판차가르구는 방글라데시의 최북단에 위치한 행정 구역이다. 북위 26도에서 26도 38분 사이, 동경 88도 19분에서 88도 49분 사이에 위치한다. 1984년 2월 1일에 신설되었다.

## 어원
그 지역의 이름과 관련된 두 가지 주요 믿음이 있다. 첫 번째는 판차르가르는 푼두 나가르 왕국의 판차 나가리라는 지역의 이름을 따서 지어졌다는 것이다. 두 번째는 이 지역에 있는 다섯 개의 요새(또는 가르)의 이름을 따서 지어졌다는 것이다. 요새는 비타르가르와 호사잉가르와 미르가르와 라장가르와 데벤가르로, '다섯 개의 요새'라는 뜻이다.

## 역사
영국령 인도의 통치 기간 동안, 판차가르구는 분할되지 않은 벵골의 잘파이구리구의 일부였다. 1911년에 잘파이구리구는 완전히 타나로 설립되었다. 당시 잘파이구리 타나의 본부는 현재의 판차가르구의 자그달 우파질라에 위치해 있었다. 타나는 환경 및 교통 혜택을 위해 현재 위치인 카라토야강으로 이전되었다. 1947년 인도-파키스탄 분할 이후, 판차가르구는 타쿠르가온 마하쿠마의 지배하에 있었다. 1980년 1월 1일, 테툴리아, 판차가르 사다르, 아트와리, 보다, 데비간지로 구성된 마하쿠마로 설립되었다. 1980년 1월 1일부터 1982년 12월 31일까지 판차가르구의 초대 국장은 사이드 압두르 라시드였다. 1984년 2월 1일에 신설되었다. 1984년 2월 1일부터 1985년 6월 16일까지 A. S. M. 압둘 할림이 판차가르구의 초대 부국장을 지냈다.

## 인구
| 연도     | 인구      | ±% p.a. |
| -------- | --------- | ------- |
| 1974     | 480,066   | —       |
| 1981     | 578,218   | +2.69%  |
| 1991     | 712,024   | +2.10%  |
| 2001     | 836,196   | +1.62%  |
| 2011     | 987,644   | +1.68%  |
| 2022     | 1,179,843 | +1.63%  |
| Sources: |           |         |

2022년 방글라데시 인구 조사에 따르면, 판차가르구는 1,179,843명이며, 이 중 588,888명은 남성, 590,750명은 여성이다. 농촌 인구는 989,870명(83.91%)인 반면 도시 인구는 189,811명(16.09%)이었다. 판차가르구는 7세 인구의 73.59%, 남성 76.59%, 여성 70.62% 이상의 문맹률을 보였다.

## 경제
지역의 산업은 차, 설탕, 정미소, 얼음 공장, 의류 공장, 석유 제분, 톱 제분으로 이루어져 있다.
방글라데시-인도 고속도로 판차가르구 아래 테툴리아 방글라데시 북서쪽 끝에 있는 약 10에이커(40,000m2)의 땅에 위치한다. 항구는 판차가르 타운에서 60km 떨어진 곳에 위치해 있다. 이 장소는 국제적인 특징을 가지고 있으며 인도의 작은 복도를 통과하는 네팔 교통을 위해 사용된다. 방글라데시와 인도 국경에서 약 22m 떨어져 있다.

## 운송
자전거, 인력거, 오토바이는 지역 주민들의 주요 교통 수단이다. 일반 버스는 그 지역을 인근 지역과 구역으로 연결한다. 방글라데시의 수도 다카에서 판차가르까지 도로 거리는 475km이다. 다카와 판차가르 사이의 도로 교통은 민간 부문의 문제이며, 주로 국내 노선에서 운영된다. 2018년 11월 10일 다카에서 판차가르까지 직통 열차 운행이 시작되었다. 다카에서 판차가르까지의 철도 거리는 639km이며, 이는 전국에서 가장 긴 기차 여행 거리이다. 다카에서 판차가르까지 직항 항공편이 없다.

## 교육
구의 문해율은 51.08%이며, 이 중 남성 문해율은 55.02%, 여성 문해율은 48.03%이다. 313개의 초등학교, 65개의 유치원, 79개의 NGO 학교, 4개의 정부 중등학교, 268개의 비정부 중등학교, 2개의 정부 대학교, 25개의 비정부 대학교, 94개의 마드라사, 13개의 기술 및 직업 기관이 있다.

## 같이 보기
- 방글라데시의 구